# تشو تشانغ
تشو تشانغ تشانج، تشانك (بالإنجليزية: Cho Chang)‏ شخصية خيالية في سلسلة هاري بوتر لمؤلفتها جيه كيه رولينغ، أحد طلاب منزل رافنكلو، انضمت إلى فريق الكوديتش لمنزلها في سنتها الرابعة في هوغوورتس.
أعجب فيها هاري بوتر كثيراً، لكنها فضلت عليه سيدريك ديجوري أثناء حياته.

## نبذة عنها
ولدت تشو تشانج في 1979، وأنضمت إلى مدرسة هوغوورتس في 1990 والتحقت بمنزل رافنكلو.
تشو جميلة جداً، محبوبة من قبل أفراد منزلها وأصدقائها، تسير في أغلب الأحيان مع مجموعة من أصدقاءها ولا تنفصل عنهم الإ فيما ندر.
حساسة جداً في مشاعرها، ومدركة لمدى جاذبيتها على هاري وقد يكون ذلك هو سبب عدم إيذاءها لهاري كباقي طلاب المدرسة عندما تم اختياره بطلا ً للمدرسة. في المستقبل، صرحت رولنغ أن تشو ستتزوج من العامة.

## دورها في السلسلة
بدأ ظهور تشو تشانج في السلسلة في الجزء الثالث من السلسلة، أي في هاري بوتر وسجين أزكابان عندما انضمت إلى فريق الكوديتش الخاص بمنزلها في مركز الباحث عندما أصيب باحث فريقهم الأساسي، وهذا يُقابل مركز هاري في فريق جريفندور للكوديتش.
يراها هاري جميلة جداً لدرجة مربكة له، ويفقد قدرته على التحدث والتصرف الصحيح بوجودها سواء كان في ملعب الكوديتش أو غيره.
أخذت دور أكبر في الجزء الرابع، هاري بوتر وكأس النار، فكانت هي الحافز النفسي لهاري كي يتألق ويبدع في مهماته، رغبة منه بأن يحظى بإعجابها أيضا ً، عندما أُعلن أمر الحفلة الراقصة في رأس السنة، وأهمية أن يدعو كل شاب هناك فتاة للذهاب معه إلى الحفلة، رغب هاري بوتر بأن ترافقه تشو للحفلة، لكنه تردد وتأخر كثيراً في دعوتها لعدم جرأته، وبعد أن واتته الشجاعة لسؤالها، كانت قد وافقت على الخروج مع سيدريك ديجوري وأضطرت لرفض الخروج مع هاري، مع ذلك، كانت لطيفة جداً في رفضه.
تألقت كثيراً بزيها في الحفلة، وجذبت الأنظار لها كما جاء في وصف الكاتبة.
بعد ذهابها مع سيدريك للحفلة، كانت هي رهينته في المهمة التالية، فتم إغراقها في نوم سحري، ومن ثم إغراقها تحت سطح البحيرة وكان على سيدريك أن ينقذها من بين أيدي البحريين.
تأثرت تشو كثيراً بموت سيدريك في نهاية الجزء الجزء الرابع، وغالباً ماكانت تبكي بلا سبب ظاهر وواضح لمن حولها حتى بعد عودتها من إجازة الصيف التالية لوفاته.
أيضا ً بدأت مشاعرها تتجه نحو هاري بوتر خلال عامه الخامس في المدرسة، لكن هاري بوتر لم ينتبه لها في بادئ الأمر ولم يعاملها بحساسية المحب، فغضبت منه كثيرا ً في وقتها، فهاري كان مشوشا في ذلك الوقت وأخبرها بأنه على موعد مع هرمايني صديقته في هوغوورتس فغضبت وافترقا.
استمرا كأصدقاء لفترة من الزمن، وأنضمت تشو مع صديقتها ماريتا لاحقاً لجيش دمبلدور الذي أسسه هاري مع أصدقاءه وكانت من أسرع الأعضاء الذين استطاعوا تنفيذ تعويذة البترونس بشكل صحيح، أما البترونس الخاص فيها فهو يأخذ شكل بجعة.
أنفصلا بعد أن خانت صديقتها ماريتا الجيش وقامت بالإبلاغ عنهم لأنها خشيت أن تخسر والدتها عملها في وزارة السحر ولذلك بعد أن أبلغت عنهم قام الجيش بمعاقبتها بواسطة التعويذة التي أخترعتها هرميوني غرينجر والتي وضعتها على لائحة أعضاء الجيش حتى تعرف ما إذا كان هناك أحد يخونهم وبهذه الطريقة اكتشفت خيانة صديقة تشو ماريتا لهم وحين قامت تشو بالدفاع عن صديقتها ووصف فكرة هرميون بأنها كانت فكرة غير أخلاقية ولكن هاري دافع بدوره عن هرميوني فكانت هذي هي الضربة القاضية لعلاقة تشو بهاري بوتر وكان السبب أيضا بأنها كانت تغار من علاقة هاري بصديقته هيرمايني جرينجر.
و في نهاية الجزء الخامس ظهرت بأنها تواعد مايكل كورنر صديق جيني ويزلي السابق.
لم تظهر بشكل واضح في الجزء السادس من القصة ولكنها عاودت الظهور مرة أخرى في الجزء السابع، حيث أنضمت اليهم عند عودة هاري بوتر إلى هوغوورتس وأدلت بمعلومات عن تاج رافنكلو. والذي كان أحد الهوكركسز كما انها اشتركت في معركة هوغوورتس ضد أكلة الموت.